# El retorno de Quetzalcóatl
El retorno de Quetzalcóatl es un mural del artista José Chávez Morado de 1952 ubicado en la Facultad de Ciencias de la Ciudad Universitaria de la Universidad Nacional Autónoma de México (UNAM).

## Descripción
El mural se encuentra emplazado al exterior del que era el auditorio principal de la Facultad de Ciencias de la UNAM, hoy el edificio de Posgrado de la Facultad de Arquitectura y Centro de Investigaciones de Diseño Industrial (CIDI), y tiene dimensiones de 12 x 4.5 metros y fue realizado con una técnica de mosaico de vidrio. En la obra se muestra a Quetzalcóatl como una serpiente emplumada que forma una barca, encima de la cual navegan siete personajes que simbolizan a las civilizaciones primigenias del mundo como Mesoamérica, Grecia y el Islamismo.
El mural fue restaurado en 2013.

## Valor estético
El mural forma parte de una tríada de murales hechos por el autor para la naciente ciudad de enseñanza de la UNAM bajo el enfoque de la integración plástica. El retorno de Quetzálcoatl tenía como objetivo ser una obra que diera la bienvenida a las personas que llegaran hasta la facultad y fue emplazado frente a un cuerpo de agua que pudiera reflejarlo y simular la navegación de la barca. El espacio original donde está mural fue una explanada. Según Cristina López Uribe relaciona el mito de la vuelta de Quetzalcóatl con las ideas plasmadas en La raza cósmica de José Vasconcelos.